# Aurora (galerie)
Pour les articles homonymes, voir Aurora.
La galerie Aurora était un espace d’art indépendant situé dans les caves du 8, rue de l’Athénée, à Genève, et actif de 1968 à 1978.

## Histoire
Fondée en mai 1968 par cinq artistes (Luc Michel Schüpfer, Gérald Ducimetière, Jacqueline Fromenteau, Blaise Perret, Joseph Heeb), en compagnie de Claudine Martin et d'un entrepreneur local, Roland Marmoud, la galerie Aurora - nommée en référence au traité d'alchimie du XVe siècle Aurora consurgens -, fut placée sous les auspices de Man Ray, Marcel Duchamp et André-Pieyre de Mandiargues, ce dernier signant la préface du catalogue de l’exposition inaugurale . La galerie bénéficia en outre du soutien de Denis de Rougemont et d’Albert Cohen, parmi d’autres.
Aurora est l’un des premiers lieux à présenter de l’art contemporain à Genève, précédant de plusieurs années la galerie Ecart (1973), la galerie Gaëtan (1973), le Centre d’art contemporain (1974) et la galerie Marika Malacorda (1976) ,. Il a joué à ce titre un rôle clé dans le développement de la scène artistique en Suisse romande .
Après un ralentissement de ses activités vers 1976, Aurora ferme définitivement ses portes en 1978.

## Fonctionnement et activité
Sorte d’artist-run space (en) avant l’heure – d’une orientation néanmoins moins radicale que la galerie Ecart qui ouvrira à Genève quelques années plus tard (1973) –, Aurora fut dès ses débuts organisée sur le modèle d’une coopérative afin de « se passer de la figure du patron, diminuer l’exigence de rentabilité et valoriser la spontanéité des initiatives à travers, par exemple, le troc et le bénévolat » ,.
La galerie s'est ouverte à une grande variété d’orientations artistiques : y ont été présentés de nombreux courants de l’art moderne et contemporain, de l’art brut et naïf, mais aussi des arts graphiques. Elle a exposé le travail de beaucoup de Suisses alémaniques, dont les œuvres ne franchissaient pas forcément la Sarine . Sur le plan régional figuraient régulièrement à l'affiche Dominique Appia, Dominique Cornaglia, Jacqueline Fromenteau , Joseph Heeb, Claude Hermann, Blaise Perret, Luc Michel Schüpfer.
Aurora a accueilli des artistes de renommée internationale comme H.R. Giger, Alina Szapocznikow, Bruno Munari, Le Corbusier, Markus Raetz, Annette Messager, Herbert Distel, Asger Jorn, Roman Cieslewicz, Anselme Boix-Vives, Walter Wegmüller (de), Roland Topor, Karel Appel, Jean-Frédéric Schnyder (de), Olivier O. Olivier, Hans Schärer, Christian Boltanski, Grisélidis Réal, etc.
D’une structure modeste, la galerie Aurora a néanmoins proposé fréquemment des évènements d’envergure, telle la première exposition consacrée au travail pictural de Pierre Klossowski hors de France , ou une exposition de lithographies de Max Bill, organisée en collaboration avec l’artiste .
La galerie a par ailleurs aussi programmé des concerts (musique classique et contemporaine, folklorique, free-jazz, etc.), des projections de films, ainsi que des conférences (Ella Maillart par exemple) .